# Газпром-центр
Газпром-центр (бел. Газпрам-цэнтр) — строящийся многофункциональный комплекс в северо-восточной части Минска возле пересечения проспекта Независимости и улицы Филимонова на месте снесённого автовокзала «Московский». Ожидается, что после окончания строительства часть комплекса — административное здание высотой 189 м — станет самым высоким зданием в Минске и во всей Республике Беларусь. Проект реализуется белорусской дочерней компанией «Газпрома» — ОАО «Газпром трансгаз Беларусь».

## Подготовка

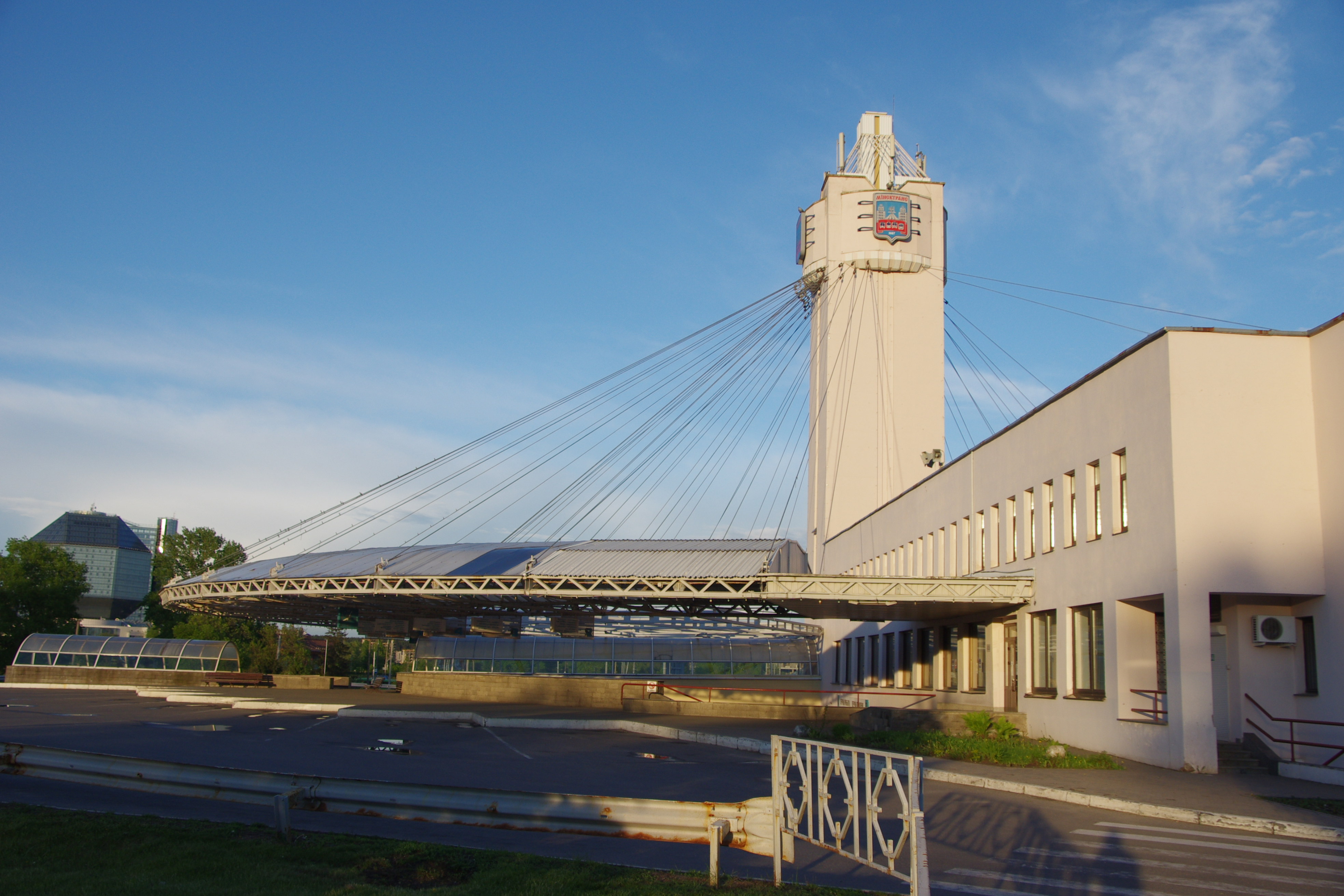
Автовокзал «Московский».

В 2012 году в СМИ появилась неподтверждённая информация о том, что «Газпром», недавно купивший оператора белорусских магистральных газопроводов ОАО «Белтрансгаз», собирается построить в Минске новое офисное здание для него и других дочерних компаний. Сообщалось, что председатель правления «Газпрома» Алексей Миллер поддержал идею строительства и одобрил предложенную в виде дизайн-макета концепцию на площадке возле Национальной библиотеки Беларуси, где на тот момент находился автовокзал «Московский», открытый в 1999 году. 4 апреля 2013 года Александр Лукашенко указом № 153 «О вопросах строительства многофункционального комплекса в г. Минске» передал 8,27 га территории между проспектом Независимости, улицей Филимонова и улицей Макаёнка в аренду на 99 лет «Белтрансгазу» (вскоре переименовано в ОАО «Газпром трансгаз Беларусь»).
Ожидалось, что Газпром вложит в реализацию проекта 500 млн долларов. В 2013 году была озвучена архитектурная концепция комплекса: высотное административное здание в качестве архитектурной доминанты и четыре офисных здания класса А (различной высотности 12-14 этажей), гостиница с конгресс центром, многофункциональный спортивный центр и многопрофильный медицинский центр, собственный энергетический центр и общественное пространство с торговой галереей, открытым летним амфитеатром, кафе и ресторанами, общая площадь сооружений комплекса составит более 260 000 квадратных метров.
Проект вызвал дискуссию из-за необходимости сноса автовокзала, открытого 14 лет назад, и считавшегося архитектурной достопримечательностью (в 2002 году авторы проекта были награждены Государственной премией Республики Беларусь в области архитектуры, в профильных изданиях автовокзал рассматривается как пример постмодернистской архитектуры). Архитектор автовокзала Николай Наумов и его коллеги высказывались против сноса сооружения. Председатель Мингорисполкома Николай Ладутько поддержал снос автовокзала, назвав его маловостребованным и архитектурно незначимым. Руководитель автовокзалов «Минсктранса» заявил, что автовокзал «Московский» обслуживает «всего лишь 24%» пассажиров и пожаловался на трудности в эксплуатации «Московского». При этом пассажиропоток на автовокзале «Московский» был сопоставим с реконструированным Центральным, который не имел и не имеет площадей для отстоя автобусов между рейсами. Хотя Николай Ладутько заявлял о возможности переноса всех маршрутов «Московского» на существующие автостанции и автовокзалы без ущерба для пассажиров, в 2020 году в Минске из-за перегруженности Центрального автовокзала был расконсервирован Восточный автовокзал. В долгосрочной перспективе намечалось строительство нового автовокзала в 4-5 км от «Московского», возле намечаемой новой станции Московской линии Минского метрополитена. В «Белтрансгазе» первоначально допускали возможность сохранения здания автовокзала, если архитекторы сочтут возможным его использование.
В 2014 году начался снос автовокзала.
В рамках реализации Указа «Газпром трансгаз Беларусь» внёс деньги для строительства 30 квартир для многодетных семей в Минске, оплатил 50% сметной стоимости развязки возле стройплощадки, на пересечении проспекта Независимости и улицы Филимонова.

## Строительство
Проект был презентован в сентябре 2015 года. Архитектурная концепция комплекса была разработана международной компанией NBBJ (архитектор Дэвид Льюис), для адаптации проекта к белорусским строительным нормам проектные работы стадии "А" выполняло архитектурное бюро, спроектировавшее «Лахта-центр» — офис «Газпрома» в Санкт-Петербурге («КБ ВиПС»). Со стороны Заказчика главным архитектором проекта был назначен Михаил Гаухфельд. В первую очередь планировалось ввести в эксплуатацию главный небоскрёб, отель и конгресс-центр, во вторую очередь — три офисных здания, в третью — остальные сооружения комплекса.
В 2015 году началась выемка грунта для обустройства котлована, были выполнены первые буронабивные сваи для высотного административного здания, началось строительство конгресс-центра, отеля.
В 2016 году началось сооружение фундаментов нескольких зданий. К маю 2016 года было построено свайное поле из 306 свай длиной 29,5 м под будущим небоскрёбом, началась подготовка к заливке его фундамента (толщина фундаментной плиты — 2,5 м).

### Консервация 2016 года

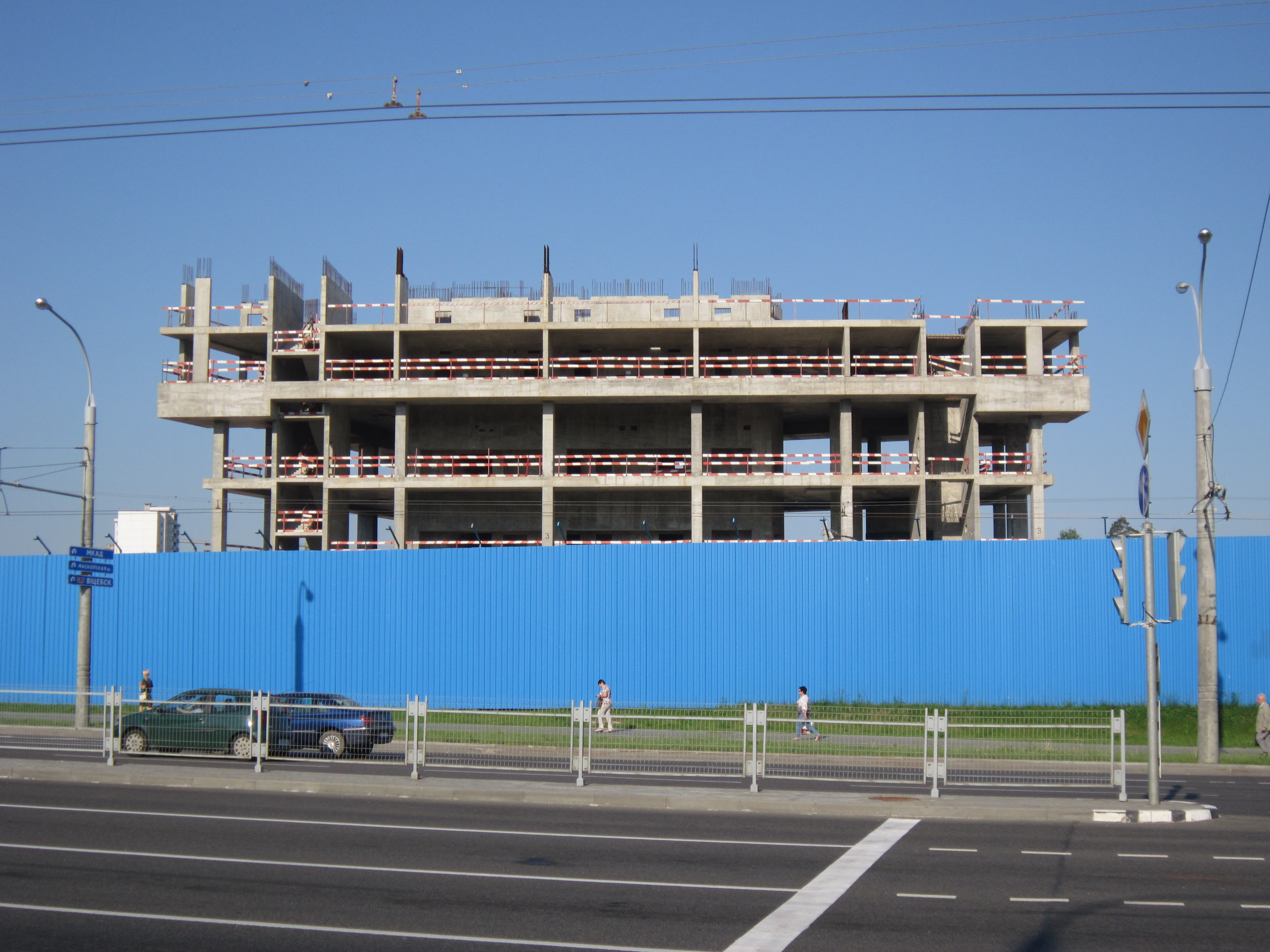
Вид на одно из зданий комплекса в мае 2018 года (во время консервации)

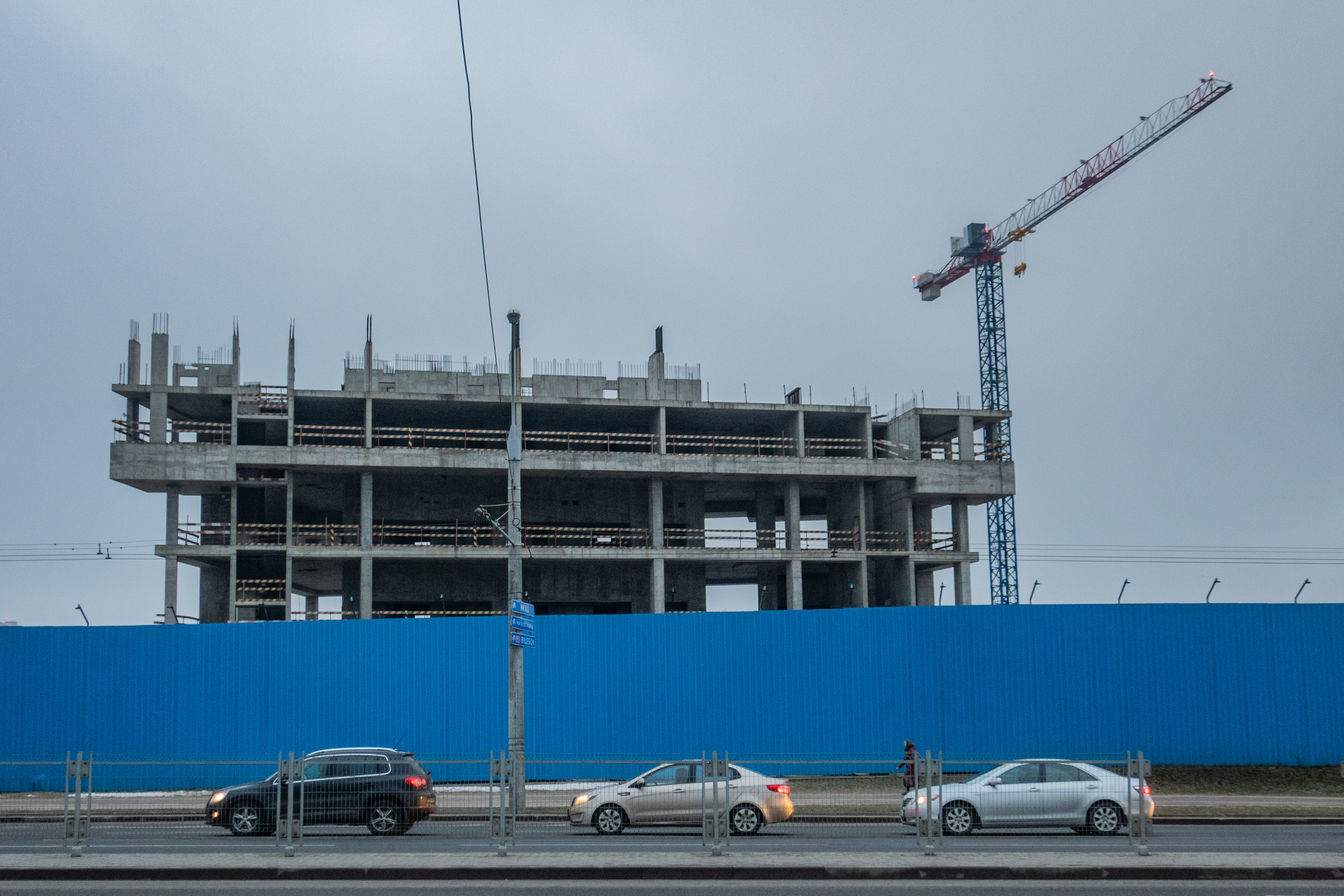
Вид на одно из зданий комплекса в марте 2021 года

В августе 2016 года стройка была приостановлена. Точная причина приостановки строительства не называлась. По одной версии, поводом к приостановке строительства послужил очередной белорусско-российский политико-энергетический конфликт, по другой — остановка была вызвана необходимостью корректировки проекта.
В 2017 году сообщалось о пересмотре объёмов инвестиций и комплекса.

### Возобновление строительства
В 2018 году срок реализации проекта был продлён до 2020 года. В том же году был выбран новый генеральный подрядчик — итальянская компания Codest (международное отделение Rizzani de Eccher). Новым сроком окончания строительства назывался декабрь 2020 года.
В 2019 году на стройке было задействовано 200 рабочих, продолжалось  устройство буронабивных свай . На конец декабря 2019 года строительная готовность комплекса оценивалась в 10%. Сообщалось о судебном споре ОАО «Газпром трансгаз Беларусь » с сербской компанией, которая строила энергетический центр комплекса.
В апреле 2020 года сообщалось об активизации работ на стройплощадке. Строительство осложняется параллельным проектированием и строительством (готовность проектной документации оценивалась в 50% к концу 2019 года).
В феврале 2021 года сообщалось о приостановке работ на строительстве и появлении разногласий между заказчиком и итальянским генподрядчиком.